# Кловерлиф (Тексас)
Кловерлиф (енгл. Cloverleaf) насељено је место без административног статуса у америчкој савезној држави Тексас.

## Демографија
По попису из 2010. године број становника је 22.942, што је 566 (-2,4%) становника мање него 2000. године.
| Група             | 2000.          | 2010.          |
| Белци             | 8.737 (37,2%)  | 4.531 (19,7%)  |
| Афроамериканци    | 3.787 (16,1%)  | 2.414 (10,5%)  |
| Азијати           | 354 (1,5%)     | 278 (1,2%)     |
| Хиспаноамериканци | 10.423 (44,3%) | 15.636 (68,2%) |
| Укупно            | 23.508         | 22.942         |